# Élections législatives israéliennes de septembre 2019
Pour les articles homonymes, voir Élections législatives israéliennes de 2019.
Les élections législatives israéliennes de septembre 2019 ont lieu de manière anticipée le 17 septembre 2019 en Israël pour désigner les membres de la Knesset.
Initialement prévues pour novembre 2023, ces élections ont lieu de manière anticipée suite à l'échec de la formation d'un gouvernement de coalition après les élections organisées cinq mois plus tôt. Celles-ci voient la victoire du Likoud du Premier ministre sortant, Benyamin Netanyahou, ainsi que de ses alliés sur la droite de l'échiquier politique. Netanyahou est alors pressenti pour être reconduit dans ses fonctions pour un cinquième mandat. Les membres de l'assemblée élue ne parviennent cependant pas à s'accorder sur la formation d'un nouveau gouvernement de coalition, menant au vote de sa dissolution dans la nuit du 29 au 30 mai 2019, et la tenue de ces élections en septembre suivant.
La campagne est marquée par la concentration des principaux partis en plusieurs grandes coalitions et alliances politiques, conduisant à un nombre inhabituellement faible de partis en lice pour une élection israélienne. Le Likoud subit un net recul, sans que celui-ci ne permette à la coalition d’opposition Bleu et blanc, également en baisse, de former une majorité, ce qui maintient le pays dans une impasse politique. De nouvelles élections sont organisées six mois plus tard.

## Contexte
Initialement prévues pour le 31 octobre 2023 au plus tard, les élections se déroulent de manière anticipée suite à l'échec des négociations en vue de la formation d'une coalition après les élections d'avril 2019.
Le scrutin est marqué par le duel entre les deux principales formations dominant la campagne : le nouvellement créé parti Bleu et blanc de Benny Gantz et le Likoud du Premier ministre sortant, Benyamin Netanyahou. Ce dernier en sort finalement gagnant, son parti arrivant en tête du scrutin avec des résultats en hausse, accompagné des bons résultats de ses alliés sur la droite de l'échiquier politique. Netanyahou est alors pressenti pour être reconduit dans ses fonctions pour un cinquième mandat.
Considéré comme le grand vainqueur des élections, le Likoud progresse et semble en mesure à l'aide de ses alliés de droite de constituer facilement une majorité de gouvernement. Benyamin Netanyahou devrait ainsi être reconduit à son poste de Premier ministre. Le dirigeant du parti Bleu et blanc, Benny Gantz, reconnait sa défaite le lendemain, affirmant que sa formation avait « mis en place une alternative au pouvoir » mais « respecter la décision du peuple ».
Les différents partis ne parviennent cependant pas à s'accorder sur la formation d'une nouvelle coalition, la loi sur le service militaire des Haredim constituant toujours un point de blocage entre Benjamin Netanyahou, Avigdor Liberman avec son parti Israel Beytenou et les partis religieux. Ce même projet de loi soutenu par les partis ultra-orthodoxes exemptant les étudiants de la Torah du service militaire avait déjà provoqué la chute du gouvernement précédent en décembre 2018 et un recours à des élections anticipées.
Le désaccord entre les partis de droite ne permet pour autant pas la formation d'une coalition avec des partis de gauche. Choisissant de résoudre leurs différends par les urnes, les membres de la Knesset votent dans la nuit du 29 au 30 mai 2019 la dissolution de l'assemblée et la tenue de nouvelles élections anticipées le 17 septembre 2019.
Le 26 juin, Netanyahou tente d'annuler le scrutin, alors que sa coalition est donnée perdante dans les sondages face à la coalition Bleu et blanc et que l'ancien Premier ministre Ehud Barak a annoncé son retour en politique et la formation d'un nouveau parti.

## Mode de scrutin
Israël est doté d'un parlement unicaméral, la Knesset, dont les 120 sièges sont pourvus tous les quatre ans, au plus tard le troisième mardi du mois hébraïque de heshvan, au scrutin proportionnel plurinominal avec listes bloquées et seuil électoral de 3,25 % dans une seule circonscription nationale. Après décompte des voix, les sièges sont répartis à la proportionnelle aux candidats de tous les partis ayant franchi ce seuil, sur la base du quotient simple et de la méthode de la plus forte moyenne, dans l'ordre de leurs positions sur les listes.

## Forces en présence
Le tableau ci-dessous présente les principaux partis ou coalitions en lice pour le scrutin. Certains partis mineurs des coalitions peuvent ne pas y être représentés.
| Partis ou coalitions | Partis ou coalitions        | Idéologie | Dirigeants                  | Résultats en avril          |
| --- | --------------------------- | --- | --------------------------- | --------------------------- |
| | Likoud                      | Centre droit à extrême droite National-libéralisme, conservatisme                                                                              | Benyamin Netanyahou         | 26,46 % des voix 35 députés |
| | Bleu et blanc               | Centre Sionisme, libéralisme, national-libéralisme, libéralisme économique                                                                     | Benny Gantz                 | 26,13 % des voix 35 députés |
| | Shas                        | Centre à extrême droite Défense des ultraorthodoxes séfarades et mizrahim, populisme                                                           | Aryé Dery                   | 5,99 % des voix 8 députés   |
| | Judaïsme unifié de la Torah | Droite à extrême droite Défense des ultraorthodoxes ashkénazes                                                                                 | Yaakov Litzman              | 5,78 % des voix 8 députés   |
| | Liste unifiée               | Ta'al : attrape-tout Nationalisme arabe, défense des arabes israéliens, antisionisme                                                           | Ayman Odeh                  | 4,49 % des voix 6 députés   |
| Hadash : extrême gauche Marxisme-léninisme, pro-solution à deux États, non-sionisme                                           | Liste unifiée               | | Ayman Odeh                  | 4,49 % des voix 6 députés   |
| Liste arabe unie : gauche radicale à droite Défense des arabes israéliens, islamisme, antisionisme                            | Liste unifiée               | Mansour Abbas | 3,33 % des voix 4 députés   |                             |
| Balad : gauche Nationalisme arabe, sécularisme, panarabisme, antisionisme                                                     | Liste unifiée               | Mansour Abbas | 3,33 % des voix 4 députés   |                             |
| | Parti travailliste-Gesher   | Parti travailliste : centre gauche Socialisme, sionisme travailliste, pro-solution à deux États                                                | Amir Peretz                 | 4,43 % des voix 6 députés   |
| Gesher : centre Sionisme, égalitarisme, social-libéralisme                                                                    | Parti travailliste-Gesher   | Orly Levy | 1,73 % des voix 0 députés   |                             |
| | Israel Beytenou             | Droite à extrême droite National-conservatisme, sionisme révisionniste, libéralisme économique, sécularisme                                    | Avigdor Liberman            | 4,01 % des voix 5 députés   |
| | Yamina                      | Le Foyer juif : droite à extrême droite sionisme religieux, national-conservatisme, conservatisme social, défense des colons et des orthodoxes | Ayelet Shaked               | 3,70 % des voix 5 députés   |
| Tkuma : extrême droite Ultranationalisme, Sionisme religieux, conservatisme religieux, conservatisme social, pro-Grand Israël | Yamina                      | | Ayelet Shaked               | 3,70 % des voix 5 députés   |
| Nouvelle Droite : droite à extrême droite Nationalisme, néosionisme, libéralisme économique                                   | Yamina                      | 3,22 % des voix 0 députés | Ayelet Shaked               |                             |
| | Union démocratique          | Meretz : gauche Social-démocratie, sionisme travailliste, sécularisme, écologie politique                                                      | Nitzan Horowitz             | 3,63 % des voix 4 députés   |
| Parti démocrate (en) : centre gauche Sionisme, démocratie libérale, pro-solution à deux États                                 | Union démocratique          | Ehud Barak | Nouveau                     |                             |
| Mouvement vert : centre gauche à gauche Écologisme, sionisme, droits des animaux                                              | Union démocratique          | Stav Shaffir | Allié au Parti travailliste |                             |
| | Otzma Yehudit               | Extrême droite Ultranationalisme, sionisme religieux, conservatisme religieux, pro-solution à un État et État halakhique                       | Itamar Ben-Gvir             | Dans l'UPD                  |

## Sondages
Les sondages israéliens ont pour particularité de fournir les résultats des différents partis directement en équivalents sièges lorsqu'ils se trouvent au-dessus du seuil électoral de 3,25 %. Dans le cas contraire, les prédictions de résultats sont donnés en pourcentages, ici retranscris en équivalent sièges à fin d'analyse, à raison d'un siège par tranche de 0,83 % (100/120). Le silence électoral prend effet à partir du vendredi précédant le scrutin.
Pour des raisons techniques, il est temporairement impossible d'afficher le graphique qui aurait dû être présenté ici.

## Campagne
La campagne est marquée par la concentration de partis en coalitions. Le Likoud et Koulanou annoncent faire liste commune le 28 mai, Koulanou étant par la suite dissous pour fusionner avec le Likoud. Les deux alliances Hadash–Ta'al et Liste Arabe unie–Balad décident le 20 juin de reformer la Liste unifiée, dissoute le 21 février précédent. L'ancien Premier ministre Ehud Barak annonce le 26 juin la fondation d'un nouveau parti, qu'il baptise Parti démocratique le 7 juillet suivant. Deux jours plus tard, Le Foyer juif et Tkuma renouvellent l'Union des partis de droite du précédent scrutin, tandis que le Parti travailliste et Gesher font une liste commune le 18 juillet. Le 25, c'est au tour du nouvellement créé Parti démocratique de se joindre au Meretz et au Mouvement vert pour former l'Union démocratique, soutenu par l'ex-députée travailliste Stav Shafir. Le dirigeant du Meretz, Nitzan Horowitz, en prend la tête. Le 29 juillet, la Nouvelle droite et l'Union des partis de droite, principalement composée des partis Le Foyer juif et Tkuma, décident à leur tour de faire liste commune sous le nom de Yemina (à droite). Le parti Otzma Yehudit, qui soutenait l'union des partis de droite aux précédentes élections, avait auparavant décidé le 25 juin de se présenter seul à la suite d'un désaccord sur la composition de leur liste commune, malgré les pressions de Benjamin Netanyahou pour son maintien dans l'alliance. Le 29 août, le dirigeant de Zehout, Mishe Feiglin, passe un accord avec Benjamin Netanyahou et retire son parti de la course en échange de la promesse d'un poste de ministre au sein de son gouvernement et de l'introduction à la Knesset d'un projet de loi de légalisation du cannabis à usage thérapeutique. L'accord est approuvé par 77 % des membres de Zehout lors d'un référendum interne le 1er septembre.
Durant la campagne, le Parti travailliste organise des primaires pour sa direction. Amir Peretz est élu le 2 juillet 2019.
| Candidat            | Parti               | Parti               | Voix   | %     |
| ------------------- | ------------------- | ------------------- | ------ | ----- |
| Amir Peretz         |                     | Parti travailliste  | 13 898 | 46,57 |
| Stav Shaffir        |                     | Parti travailliste  | 8 036  | 26,93 |
| Itzik Shmuli        |                     | Parti travailliste  | 7 835  | 26,25 |
| David Landsman      |                     | Parti travailliste  | 19     | 0,06  |
|                     |                     |                     |        |       |
| Suffrages exprimés  | Suffrages exprimés  | Suffrages exprimés  | 29 788 | 99,83 |
| Suffrages invalides | Suffrages invalides | Suffrages invalides | 51     | 0,17  |
| Total               | Total               | Total               | 29 839 | 100   |

## Résultats
|                           |                                     |           |       |               |        |               |  |  |  |
| Parti                     | Parti                               | Voix      | %     | +/-           | Sièges | +/-           |  |  |  |
|                           | Bleu et blanc                       | 1 151 214 | 25,95 | 0,18          | 33     | 2             |  |  |  |
|                           | Likoud                              | 1 113 617 | 25,10 | 4,90          | 32     | 6             |  |  |  |
|                           | Liste unifiée                       | 470 211   | 10,60 | 2,78          | 13     | 3             |  |  |  |
|                           | Shas                                | 330 199   | 7,44  | 1,45          | 9      | 1             |  |  |  |
|                           | Israel Beytenou                     | 310 154   | 6,99  | 2,98          | 8      | 3             |  |  |  |
|                           | Judaïsme unifié de la Torah         | 268 775   | 6,06  | 0,28          | 7      | 1             |  |  |  |
|                           | Yamina                              | 260 655   | 5,87  | 1,05          | 7      | 1             |  |  |  |
|                           | Parti travailliste-Gesher           | 212 782   | 4,80  | 1,36          | 6      | [ d ]         |  |  |  |
|                           | Union démocratique                  | 192 495   | 4,34  | 0,71          | 5      | 1             |  |  |  |
|                           | Otzma Yehudit                       | 83 609    | 1,88  | -             | 0      | en stagnation |  |  |  |
|                           | Tsomet                              | 14 805    | 0,33  | 0,27          | 0      | en stagnation |  |  |  |
|                           | Unité populaire                     | 5 946     | 0,13  | Nv            | 0      | en stagnation |  |  |  |
|                           | Rouge et blanc                      | 4 358     | 0,10  | Nv            | 0      | en stagnation |  |  |  |
|                           | Justice                             | 3 053     | 0,07  | Nv            | 0      | en stagnation |  |  |  |
|                           | Droite laïque                       | 2 395     | 0,05  | Nv            | 0      | en stagnation |  |  |  |
|                           | Respect et égalité                  | 1 545     | 0,03  | Nv            | 0      | en stagnation |  |  |  |
|                           | Nos droits dans nos votes           | 1 473     | 0,03  | en stagnation | 0      | en stagnation |  |  |  |
|                           | Parti pirate                        | 1 236     | 0,03  | 0,01          | 0      | en stagnation |  |  |  |
|                           | Pouvoir économique                  | 1 193     | 0,03  | Nv            | 0      | en stagnation |  |  |  |
|                           | Mitkademet                          | 1 033     | 0,02  | Nv            | 0      | en stagnation |  |  |  |
|                           | Kama                                | 994       | 0,02  | Nv            | 0      | en stagnation |  |  |  |
|                           | Nouvel Ordre                        | 928       | 0,02  | Nv            | 0      | en stagnation |  |  |  |
|                           | Parti démocrate                     | 736       | 0,02  | Nv            | 0      | en stagnation |  |  |  |
|                           | Nord                                | 725       | 0,02  | Nv            | 0      | en stagnation |  |  |  |
|                           | Mouvement chrétien-libéral          | 610       | 0,01  | Nv            | 0      | en stagnation |  |  |  |
|                           | Da'am - Économie verte - Une Nation | 592       | 0,01  | en stagnation | 0      | en stagnation |  |  |  |
|                           | Dignité humaine                     | 542       | 0,01  | en stagnation | 0      | en stagnation |  |  |  |
|                           | Bloc biblique                       | 497       | 0,01  | en stagnation | 0      | en stagnation |  |  |  |
|                           | Direction sociale                   | 434       | 0,01  | Nv            | 0      | en stagnation |  |  |  |
|                           |                                     |           |       |               |        |               |  |  |  |
| Suffrages exprimés        | Suffrages exprimés                  | 4 436 806 | 99,36 |               |        |               |  |  |  |
| Votes blancs et invalides | Votes blancs et invalides           | 28 362    | 0,64  |               |        |               |  |  |  |
| Total                     | Total                               | 4 465 168 | 100   | -             | 120    | en stagnation |  |  |  |
| Abstentions               | Abstentions                         | 1 928 862 | 30,17 |               |        |               |  |  |  |
| Inscrits / Participation  | Inscrits / Participation            | 6 394 030 | 69,83 |               |        |               |  |  |  |

## Analyse et conséquences

### Répartition des forces
Le scrutin ne permet pas de mettre un terme à la crise politique dans lequel se trouve le pays, aucun des camps en présence ne recueillant suffisamment de sièges pour obtenir la majorité absolue, malgré le fait que Bleu et blanc arrive de justesse en tête des voix et obtient plus de sièges que le Likoud. Si ce dernier est en légère baisse, son recul est plus notable lorsqu'est pris en compte la fusion en son sein de Koulanou, qui avait réuni seul quatre sièges en avril. Le Likoud renouvelle ses accords de coalition avec les partis de droite religieux, rendant impossible l'obtention d'une majorité avec Israel Beytenou du fait de l'opposition de ces deux camps au sujet de la loi sur le service militaire des étudiants en religion, Avigdor Liberman ayant par ailleurs fait campagne sur le retour à un gouvernement laïc. Le résultat de Bleu et blanc ne lui permet pas non plus de former une majorité sur sa gauche sans se départir de sa droite, Israel Beytenou refusant de s'allier avec les partis arabes.
En position d’arbitre, Israel Beytenou avance l'idée d'une grande coalition d'union nationale réunissant autour de lui le Likoud et Bleu et blanc, sans les partis de droite religieuse ni les partis arabes ou de gauche,. Le parti Bleu et blanc se montre favorable à une alliance avec le Likoud, mais sans Netanyahou. Fort de son arrivée en tête, son dirigeant, Benny Gantz, revendique pour lui le poste de Premier ministre, ce que refuse Netanyahou. Ce dernier, mis en cause dans une affaire de corruption devant amener à un procès attendu en octobre, miserait son salut judiciaire sur l'obtention d'une majorité acquise à sa cause, qui lui permettrait de faire voter son projet d'immunité judiciaire,.

### Formation d'un gouvernement
La phase de recommandations au président de candidats à la fonction de Premier ministre a lieu le 22 septembre. La droite religieuse et le Likoud soutiennent Netanyahou, tandis que Benny Gantz reçoit l’appui de son parti et de ceux sur sa gauche. Hormis trois députés affiliés au Balad, qui s'abstiennent, les députés de la Liste unifiée, du Parti travailliste et de l'Union démocratique choisissent ainsi de soutenir la candidature de Gantz. C'est la première fois depuis 1992 que des partis arabes se prononcent plutôt que de s'abstenir. Les députés de Israel Beytenou s'abstiennent cependant plutôt que de choisir entre Netanyahou ou Gantz, Liberman déclarant à cette occasion : « Nous ne ferons pas partie du bloc avec les haredim et les messianistes. […] Les haredim sont nos adversaires politiques, mais les Arabes sont nos ennemis. ». Au total, Netanyahou reçoit 55 soutiens et Gantz 54, tous deux en deçà de la majorité absolue. Faisant le constat de l'impossibilité des deux candidats à obtenir les soutiens nécessaires à la formation d'un gouvernement, le président Rivlin appelle le Likoud et Bleu et blanc à mettre en place un gouvernement d'unité nationale, considérant qu'il s'agit de la volonté du peuple.
Le 25 septembre, Netanyahou est chargé de former un nouveau gouvernement par le président Reuven Rivlin. Celui-ci ayant plaidé pour un gouvernement d'union nationale entre les deux blocs, une direction tournante du gouvernement est envisagée. Gantz refuse cependant de rejoindre un tel gouvernement en raison des accusations judiciaires pesant sur Netanyahou. Pour rapprocher les vues des deux camps, Rivlin suggère que Netanyahou puisse se retirer temporairement de ses fonctions s'il venait à être inculpé. Le négociateur du Likoud Yariv Levin affirme alors que le parti s'attend à ce que Netanyahou n'effectue pas un mandat complet. Netanyahou ne parvenant pas à former une coalition, Benny Gantz refusant de diriger le gouvernement dans la deuxième partie du mandat. Le Premier ministre sortant devrait ainsi rendre son mandat de formateur au président, qui confierait la tache à Gantz. Netanyahou décide finalement de « faire un dernier effort » et de ne rendre son mandat qu'en cas d'échec des négociations. La réunion du 2 octobre prévue à cet effet est finalement annulée, Bleu et Blanc n'excluant pas de la tenir dans les prochains jours.
La nouvelle Knesset se réunit le 3 octobre. Yaïr Lapid renonce à briguer la tête du gouvernement pour Bleu et Blanc. Devant son incapacité à constituer une majorité, Netanyahou finit par renoncer à sa mission de constituer un gouvernement le 21 octobre. Gantz est pressenti pour essayer à son tour à partir du 24 octobre. Il est formellement désigné le 23 octobre, et dispose alors à son tour d'un délai de 28 jours pour former une coalition. À défaut, le pouvoir de désigner un nouveau formateur passera au président à la Knesset. Le 20 novembre, Gantz échoue à former un gouvernement. Le président charge alors la Knesset de désigner un candidat pour le poste de Premier ministre. En vertu de la Constitution, une période de 21 jours commence le lendemain au cours de laquelle n'importe quel membre de la Knesset soutenu par une majorité de 60 députés sur 120 peut être désigné pour former un gouvernement. Si aucune personnalité ne se dégage à l'expiration de ce délai, soit le 11 décembre, de nouvelles élections doivent avoir lieu. Ces dernières sont précédées d'un délai d'organisation et de campagne d'un minimum de 90 jours,. Entretemps, le 21 novembre, Benyamin Netanyahou est mis en examen pour corruption, fraude et abus de confiance dans trois affaires.

### Échec et nouvelles élections
Le délai pour l'organisation des élections anticipées s'achevant le 10 mars, soit le même jour que la fête juive du Pourim, le choix d'une autre date pour le scrutin est jugée très probable. Un vote de la Knesset est cependant nécessaire pour le fixer après la fin du délai. Un projet de loi fixant les nouvelles élections au 2 mars est adoptée en première lecture le 11 décembre.